# Klytios
Klytios (-tia) je v řecké mytologii syn bohyně země Gaie, zrozený z kapek krve boha nebe Úrana, po kastraci vlastním synem Kronem. Na popud své matky Gaie se s dalšími Giganty (svými bratry, obludnými a dlouhovlasými obry), zúčastnil vzpoury proti olympským bohům. I když byl nezranitelný díky kouzelné rostlině, usmrtila ho v boji rozžhavenými kameny bohyně Hekaté.